# Světový pohár v biatlonu 2018/2019
Světový pohár v biatlonu 2018/2019 byl 42. ročník Světového poháru pořádaného Mezinárodní biatlonovou unií (IBU).
Začal 2. prosince 2018 ve slovinské Pokljuce a skončil 24. března 2019 v norském Holmenkollenu. Jeho součástí byly i závody v Novém Městě na Moravě v prosinci 2018.
Hlavní událostí tohoto ročníku bylo mistrovství světa konané ve švédském Östersundu v březnu 2019, jejichž výsledky se započítávaly do tohoto ročníku Světového poháru.
Vítězství v celkovém pořadí ze sezóny 2017/18 obhajoval Francouz Martin Fourcade a Finka Kaisa Mäkäräinenová.
Mezi muži ovládl tento ročník poprvé Nor Johannes Thingnes Bø, který vyhrál celkem 15 individuálních závodů. Získal nejen velký křišťálový glóbus za celkové vítězství, ale i všechny malé křišťálové glóby za vítězství v jednotlivých disciplínách. Obhájci titulu Martinu Fourcadeovi se dařilo jen v prvních závodech – pak ztratil formu a do posledních závodů ani nenastoupil. Mezi ženami sváděly dlouho souboj o celkové vedení Italky Dorothea Wiererová a Lisa Vittozziová. Tři závody před koncem získala Wiererová rozhodující náskok a poprvé v kariéře vyhrála velký křišťálový glóbus. Její vítězství však nebylo tak suverénní, protože z malých glóbů získala jen jeden za stíhací závod.
Po sezóně ukončili reprezentační kariéru Němky Laura Dahlmeierová, Luise Kummerová a Anika Knollová, Češka Gabriela Koukalová, Slovenka Anastasia Kuzminová, Rus Anton Šipulin, Francouz Simon Fourcade, Nor Henrik L'Abée-Lund, Švédi Fredrik Lindström a Christoffer Eriksson, Němec ve službách Belgie Michael Rösch, Slovák Matej Kazár, Rakušan Daniel Mesotitsch, Grónka Ulioq Slettemarková, Kanaďanky Rosana Crawfordová a Megan Tandyová, Kanaďani Nathan Smith a Bernard Green, Estonci Roland Lessing, Kauri Kōiv a Martin Remmelg, Bělorus Vladimir Čepelin, Běloruska Darja Jurkevičová, Finka Laura Toivanenová, Ital Pietro Dutto, Litevka Diana Rasimovičiūtėová a Ruska Galina Nečkasovová.

## Program
Program světového poháru se skládal z celkově 68 závodů (31 mužských, 31 ženských a 6 smíšených) na desíti různých místech, včetně mistrovství světa. Odjelo se 66 závodů: kvůli velkým mrazům byly zrušeny závody ve sprintech v Canmore.
Oproti minulému ročníku se změnily tři podniky světového poháru. Dvěma závody se světový pohár vrátil do Severní Ameriky: do kanadského Canmore a do střediska Soldier Hollow v americkém Utahu, do místa, kde se konaly biatlonové soutěže během Zimních olympijských her 2002. Po dvou letech se jeden z podniků konal také v českém Novém Městě na Moravě.
Podle rozhodnutí 132. zasedání výkonného výboru IBU, které se zabývalo především dopingovými případy ruských biatlonistů, se v tomto ročníku žádný podnik nekonal v Rusku.
Program Světového poháru v biatlonu 2018/2019:
| Místo konání      | Datum konání                   | Sprint | Stíhací závod | Závod s hromadným startem | Vytrvalostní závod | Štafeta | Smíšená štafeta | Smíšený závod dvojic |
| ----------------- | ------------------------------ | ------ | ------------- | ------------------------- | ------------------ | ------- | --------------- | -------------------- |
| Pokljuka          | 30. listopadu–9. prosince 2018 | ●      | ●             |                           | ●                  |         | ●               | ●                    |
| Hochfilzen        | 10.–16. prosince 2018          | ●      | ●             |                           |                    | ●       |                 |                      |
| Nové Město        | 17.–22. prosince 2018          | ●      | ●             | ●                         |                    |         |                 |                      |
| Oberhof           | 7.–13. ledna 2019              | ●      | ●             |                           |                    | ●       |                 |                      |
| Ruhpolding        | 14.–20. ledna 2019             | ●      |               | ●                         |                    | ●       |                 |                      |
| Anterselva        | 21.–27. ledna 2019             | ●      | ●             | ●                         |                    |         |                 |                      |
| Canmore           | 7.–10. února 2019              | ●      |               |                           | ●                  | ●       |                 |                      |
| Soldier Hollow    | 14.–17. února 2019             | ●      | ●             |                           |                    |         | ●               | ●                    |
| Östersund (MS)    | 7.–17. března 2019             | ●      | ●             | ●                         | ●                  | ●       | ●               | ●                    |
| Oslo-Holmenkollen | 21.–24. března 2019            | ●      | ●             | ●                         |                    |         |                 |                      |
| Celkově           | Celkově                        | 10     | 8             | 5                         | 3                  | 5       | 3               | 3                    |

## Počet nasazených závodníků podle země
Podle toho, jak se státy umístily v hodnocení národů v ročníku 2017/18, se určil nejvyšší počet žen a mužů, který může země nasadit do sprintu a vytrvalostního závodu (další celkově maximálně čtyři závodníky lze nasadit na základě divoké karty udělované IBU):
Muži:
- 6 závodníků:  Norsko,  Francie,  Německo,  Rusko,  Itálie ↑
- 5 závodníků:  Rakousko,  Švédsko ↑,  Slovinsko ↑,  Švýcarsko ,  Česko
- 4 závodníci:  Ukrajina ↓,  Bulharsko,  USA ↓,  Kanada,  Bělorusko,  Slovensko,  Finsko ↑
- 3 závodníci:  Estonsko,  Lotyšsko,  Kazachstán ↓,  Rumunsko,  Litva,  Polsko
- 2 závodníci:  Japonsko,  Jižní Korea
- 1 závodník:  Moldavsko ↑
- 0 závodníků:  Srbsko ↓

Ženy:
- 6 závodnic:  Německo,  Francie,  Itálie,  Rusko ↑,  Norsko ↑
- 5 závodnic:  Ukrajina ↓,  Švédsko,  Bělorusko,  Švýcarsko ↑,  Česko ↓
- 4 závodnice: ,  Polsko,  Finsko,  Slovensko,  Kazachstán ↓,  Kanada,  Rakousko,  Japonsko ↑
- 3 závodnice:  Jižní Korea,  USA ↓,  Estonsko,  Bulharsko,  Litva,  Slovinsko
- 2 závodnice:  Čína,  Rumunsko
- 1 závodnice:  Moldavsko
- 0 závodnic:

Šipky ↑ ↓ značí, zda se počet závodníků dané země oproti předcházejícímu ročníku světového poháru zvýšil nebo snížil.

## Světový pohár – pódiové umístění

### Muži
| Č.  | datum             | místo          | disciplína | délka              | vítěz                      | druhé místo                | třetí místo                | žlutý trikot (po závodě) |
| --- | ----------------- | -------------- | ---------- | ------------------ | -------------------------- | -------------------------- | -------------------------- | ------------------------ |
| 1.  | 6. úrosince 2018  | Pokljuka       | 20 km      | vytrvalostní závod | Martin Fourcade            | Johannes Kühn              | Simon Eder                 | M. Fourcade              |
| 2.  | 7. prosince 2018  | Pokljuka       | 10 km      | sprint             | Johannes Thingnes Bø       | Antonin Guigonnat          | Alexandr Loginov           | J. T. Bø                 |
| 3.  | 9. prosince 2018  | Pokljuka       | 12,5 km    | stíhací závod      | Johannes Thingnes Bø       | Quentin Fillon Maillet     | Alexandr Loginov           | J. T. Bø                 |
| 4.  | 14. prosince 2018 | Hochfilzen     | 10 km      | sprint             | Johannes Thingnes Bø       | Martin Fourcade            | Benedikt Doll              | J. T. Bø                 |
| 5.  | 15. prosince 2018 | Hochfilzen     | 12,5 km    | stíhací závod      | Martin Fourcade            | Arnd Peiffer               | Vetle Sjåstad Christiansen | J. T. Bø                 |
| 6.  | 20. prosince 2018 | Nové Město     | 10 km      | sprint             | Johannes Thingnes Bø       | Alexandr Loginov           | Martin Ponsiluoma          | J. T. Bø                 |
| 7.  | 22. prosince 2018 | Nové Město     | 12,5 km    | stíhací závod      | Johannes Thingnes Bø       | Alexandr Loginov           | Tarjei Bø                  | J. T. Bø                 |
| 8.  | 23. prosince 2018 | Nové Město     | 15 km      | hromadný start     | Johannes Thingnes Bø       | Quentin Fillon Maillet     | Jevgenij Garaničev         | J. T. Bø                 |
| 9.  | 11. ledna 2019    | Oberhof        | 10 km      | sprint             | Alexandr Loginov           | Johannes Thingnes Bø       | Sebastian Samuelsson       | J. T. Bø                 |
| 10. | 12. ledna 2019    | Oberhof        | 12,5 km    | stíhací závod      | Johannes Thingnes Bø       | Arnd Peiffer               | Lukas Hofer                | J. T. Bø                 |
| 11. | 17. ledna 2019    | Ruhpolding     | 10 km      | sprint             | Johannes Thingnes Bø       | Tarjei Bø                  | Benedikt Doll              | J. T. Bø                 |
| 12. | 20. ledna 2019    | Ruhpolding     | 15 km      | hromadný start     | Johannes Thingnes Bø       | Julian Eberhard            | Quentin Fillon Maillet     | J. T. Bø                 |
| 13. | 25. ledna 2019    | Anterselva     | 10 km      | sprint             | Johannes Thingnes Bø       | Erlend Bjøntegaard         | Antonin Guigonnat          | J. T. Bø                 |
| 14. | 26. ledna 2019    | Anterselva     | 12,5 km    | stíhací závod      | Johannes Thingnes Bø       | Antonin Guigonnat          | Quentin Fillon Maillet     | J. T. Bø                 |
| 15. | 27. ledna 2019    | Anterselva     | 15 km      | Hromadný start     | Quentin Fillon Maillet     | Johannes Thingnes Bø       | Arnd Peiffer               | J. T. Bø                 |
| 16. | 7. února 2019     | Canmore        | 15 km      | vytrvalostní závod | Johannes Thingnes Bø       | Vetle Sjåstad Christiansen | Alexandr Loginov           | J. T. Bø                 |
| 17. | 15. února 2019    | Soldier Hollow | 10 km      | sprint             | Vetle Sjåstad Christiansen | Simon Desthieux            | Roman Rees                 | J. T. Bø                 |
| 18. | 16. února 2019    | Soldier Hollow | 12,5 km    | stíhací závod      | Quentin Fillon Maillet     | Vetle Sjåstad Christiansen | Simon Desthieux            | J. T. Bø                 |
| 19. | 9. března 2019    | Östersund      | 10 km      | sprint             | Johannes Thingnes Bø       | Alexandr Loginov           | Quentin Fillon Maillet     | J. T. Bø                 |
| 20. | 10. března 2019   | Östersund      | 12,5 km    | stíhací závod      | Dmytro Pidručnyj           | Johannes Thingnes Bø       | Quentin Fillon Maillet     | J. T. Bø                 |
| 21. | 13. března 2019   | Östersund      | 20 km      | vytrvalostní závod | Arnd Peiffer               | Vladimir Iliev             | Tarjei Bø                  | J. T. Bø                 |
| 22. | 17. března 2019   | Östersund      | 15 km      | hromadný start     | Dominik Windisch           | Antonin Guigonnat          | Julian Eberhard            | J. T. Bø                 |
| 23. | 22. března 2019   | Holmenkollen   | 10 km      | sprint             | Johannes Thingnes Bø       | Lukas Hofer                | Quentin Fillon Maillet     | J. T. Bø                 |
| 24. | 23. března 2019   | Holmenkollen   | 12,5 km    | stíhací závod      | Johannes Thingnes Bø       | Tarjei Bø                  | Arnd Peiffer               | J. T. Bø                 |
| 25. | 24. března 2019   | Holmenkollen   | 15 km      | hromadný start     | Johannes Thingnes Bø       | Arnd Peiffer               | Benedikt Doll              | J. T. Bø                 |

### Ženy
| Č.  | datum             | místo          | disciplína | délka              | vítězka             | druhé místo                   | třetí místo             | žlutý trikot (po závodě) |
| --- | ----------------- | -------------- | ---------- | ------------------ | ------------------- | ----------------------------- | ----------------------- | ------------------------ |
| 1.  | 6. prosince 2018  | Pokljuka       | 15 km      | vytrvalostní závod | Julija Džymová      | Monika Hojniszová             | Markéta Davidová        | Džymová                  |
| 2.  | 7. prosince 2018  | Pokljuka       | 7,5 km     | sprint             | Kaisa Mäkäräinenová | Dorothea Wiererová            | Justine Braisazová      | Wiererová                |
| 3.  | 9. prosince 2018  | Pokljuka       | 10 km      | stíhací závod      | Kaisa Mäkäräinenová | Dorothea Wiererová            | Paulína Fialková        | Wiererová                |
| 4.  | 13. prosince 2018 | Hochfilzen     | 7,5 km     | sprint             | Dorothea Wiererová  | Kaisa Mäkäräinenová           | Jekatěrina Jurlovová    | Wiererová                |
| 5.  | 15. prosince 2018 | Hochfilzen     | 10 km      | stíhací závod      | Kaisa Mäkäräinenová | Paulína Fialková              | Dorothea Wiererová      | Wiererová                |
| 6.  | 20. prosince 2018 | Nové Město     | 7,5 km     | sprint             | Marte Olsbuová      | Laura Dahlmeierová            | Paulína Fialková        | Wiererová                |
| 7.  | 22. prosince 2018 | Nové Město     | 10 km      | stíhací závod      | Marte Olsbuová      | Dorothea Wiererová            | Hanna Öbergová          | Wiererová                |
| 8.  | 23. prosince 2018 | Nové Město     | 12,5 km    | hromadný start     | Anastasia Kuzminová | Paulína Fialková              | Anaïs Chevalierová      | Wiererová                |
| 9.  | 11. ledna 2019    | Oberhof        | 7,5 km     | sprint             | Lisa Vittozziová    | Anaïs Chevalierová            | Hanna Öbergová          | Wiererová                |
| 10. | 12. ledna 2019    | Oberhof        | 10 km      | stíhací závod      | Lisa Vittozziová    | Anastasia Kuzminová           | Anaïs Chevalierová      | Wiererová                |
| 11. | 17. ledna 2019    | Ruhpolding     | 7,5 km     | sprint             | Anastasia Kuzminová | Lisa Vittozziová              | Hanna Öbergová          | Wiererová                |
| 12. | 20. ledna 2019    | Ruhpolding     | 12,5 km    | hromadný start     | Franziska Preussová | Ingrid Landmark Tandrevoldová | Paulína Fialková        | Wiererová                |
| 13. | 24. ledna 2019    | Anterselva     | 7,5 km     | sprint             | Markéta Davidová    | Kaisa Mäkäräinenová           | Marte Olsbuová          | Wiererová                |
| 14. | 26. ledna 2019    | Anterselva     | 10 km      | stíhací závod      | Dorothea Wiererová  | Laura Dahlmeierová            | Lisa Vittozziová        | Wiererová                |
| 15. | 27. ledna 2019    | Anterselva     | 12,5 km    | hromadný start     | Laura Dahlmeierová  | Markéta Davidová              | Vanessa Hinzová         | Wiererová                |
| 16. | 7. února 2019     | Canmore        | 12,5 km    | vytrvalostní závod | Tiril Eckhoffová    | Markéta Davidová              | Lisa Vittozziová        | Wiererová                |
| 17. | 14. února 2019    | Soldier Hollow | 7,5 km     | sprint             | Marte Olsbuová      | Kaisa Mäkäräinenová           | Franziska Hildebrandová | Wiererová                |
| 18. | 16. února 2019    | Soldier Hollow | 10 km      | stíhací závod      | Denise Herrmannová  | Franziska Hildebrandová       | Kaisa Mäkäräinenová     | Vittozziová              |
| 19. | 8. března 2019    | Östersund      | 7,5 km     | sprint             | Anastasia Kuzminová | Ingrid Landmark Tandrevoldová | Laura Dahlmeierová      | Wiererová                |
| 20. | 10. března 2019   | Östersund      | 10 km      | stíhací závod      | Denise Herrmannová  | Tiril Eckhoffová              | Laura Dahlmeierová      | Vittozziová              |
| 21. | 12. března 2019   | Östersund      | 15 km      | vytrvalostní závod | Hanna Öbergová      | Lisa Vittozziová              | Justine Braisazová      | Vittozziová              |
| 22. | 17. března 2019   | Östersund      | 12,5 km    | hromadný start     | Dorothea Wiererová  | Jekatěrina Jurlovová          | Denise Herrmannová      | Vittozziová Wiererová    |
| 23. | 21. března 2019   | Holmenkollen   | 7,5 km     | sprint             | Anastasia Kuzminová | Franziska Preussová           | Paulína Fialková        | Wiererová                |
| 24. | 23. března 2019   | Holmenkollen   | 10 km      | stíhací závod      | Anastasia Kuzminová | Denise Herrmannová            | Hanna Öbergová          | Wiererová                |
| 25. | 24. března 2019   | Holmenkollen   | 12,5 km    | hromadný start     | Hanna Öbergová      | Tiril Eckhoffová              | Clare Eganová           | Wiererová                |

### Mužská štafeta (4×7,5km)
| Č. | Datum             | Místo      | Vítězové                                                                                       | Druhé místo                                                                         | Třetí místo                                                                      |
| -- | ----------------- | ---------- | ---------------------------------------------------------------------------------------------- | ----------------------------------------------------------------------------------- | -------------------------------------------------------------------------------- |
| 1. | 16. prosince 2018 | Hochfilzen | Švédsko Peppe Femling Martin Ponsiluoma Torstein Stenersen Sebastian Samuelsson                | Norsko Lars Helge Birkeland Henrik L'Abée-Lund Tarjei Bø Vetle Sjåstad Christiansen | Německo Simon Schempp Johannes Kühn Arnd Peiffer Benedikt Doll                   |
| 2. | 13. ledna 2019    | Oberhof    | Rusko Maxim Cvetkov Jevgenij Garaničev Dmitrij Malyško Alexandr Loginov                        | Francie Antonin Guigonnat Simon Desthieux Quentin Fillon Maillet Martin Fourcade    | Rakousko Tobias Eberhard Simon Eder Dominik Landertinger Julian Eberhard         |
| 3. | 18. ledna 2019    | Ruhpolding | Norsko Lars Helge Birkeland Vetle Sjåstad Christiansen Tarjei Bø Johannes Thingnes Bø          | Německo Roman Rees Johannes Kühn Arnd Peiffer Benedikt Doll                         | Francie Émilien Jacquelin Martin Fourcade Quentin Fillon Maillet Simon Desthieux |
| 4. | 8. února 2019     | Canmore    | Norsko Lars Helge Birkeland Vetle Sjåstad Christiansen Erlend Bjøntegaard Johannes Thingnes Bø | Francie Antonin Guigonnat Émilien Jacquelin Simon Fourcade Quentin Fillon Maillet   | Rusko Jevgenij Garaničev Edurad Latypov Alexandr Loginov Alexandr Povarnytsyn    |
| 5. | 16. března 2019   | Östersund  | Norsko Lars Helge Birkeland Vetle Sjåstad Christiansen Tarjei Bø Johannes Thingnes Bø          | Německo Erik Lesser Roman Rees Arnd Peiffer Benedikt Doll                           | Rusko Matvej Jelisejev Nikita Poršchnev Dmitrij Malyško Alexandr Loginov         |

### Ženská štafeta (4×6km)
| Č. | Datum             | Místo      | Vítězky                                                                                  | Druhé místo                                                                                       | Třetí místo                                                                           |
| -- | ----------------- | ---------- | ---------------------------------------------------------------------------------------- | ------------------------------------------------------------------------------------------------- | ------------------------------------------------------------------------------------- |
| 1. | 16. prosince 2018 | Hochfilzen | Itálie Lisa Vittozziová Alexia Runggaldierová Dorothea Wiererová Federica Sanfilippová   | Švédsko Linn Perssonová Mona Brorssonová Emma Nilssonová Hanna Öbergová                           | Francie Anaïs Chevalierová Julia Simonová Celia Aymonierová Anaïs Bescondová          |
| 1. | 13. ledna 2019    | Oberhof    | Rusko Jevgenija Pavlovová Margarita Vasilevová Larisa Kuklinová Jekatěrina Jurlovová     | Německo Karolin Horchlerová Franziska Hildebrandová Franziska Preussová Denise Herrmannová        | Česko Lucie Charvátová Veronika Vítková Markéta Davidová Eva Puskarčíková             |
| 3. | 19. ledna 2019    | Ruhpolding | Francie Julia Simonová Anaïs Bescondová Justine Braisazová Anaïs Chevalierová            | Norsko Synnøve Solemdalová Ingrid Landmark Tandrevoldová Tiril Eckhoffová Marte Olsbuová          | Německo Vanessa Hinzová Laura Dahlmeierová Franziska Preussová Denise Herrmannová     |
| 4. | 8. února 2019     | Canmore    | Německo Vanessa Hinzová Franziska Hildebrandová Franziska Preussová Laura Dahlmeierová   | Norsko Emilie Aagheim Kalkenbergová Ingrid Landmark Tandrevoldová Tiril Eckhoffová Marte Olsbuová | Francie Anaïs Chevalierová Justine Braisazová Anaïs Bescondová Julia Simonová         |
| 5. | 16. března 2019   | Östersund  | Norsko Synnøve Solemdalová Ingrid Landmark Tandrevoldová Tiril Eckhoffová Marte Olsbuová | Švédsko Linn Perssonová Mona Brorssonová Anna Mangussonová Hanna Öbergová                         | Ukrajina Anastasija Merkušinová Vita Semerenková Julija Džymová Valentyna Semerenková |

### Smíšené závody
| Č. | Datum            | Místo          | Disciplína                               | Vítězové                                                                               | Druhé místo                                                                | Třetí místo                                                                            |
| -- | ---------------- | -------------- | ---------------------------------------- | -------------------------------------------------------------------------------------- | -------------------------------------------------------------------------- | -------------------------------------------------------------------------------------- |
| 1. | 2. prosince 2018 | Pokljuka       | 1×6 km + 1×7,5 km smíšený závod dvojic   | Norsko Thekla Brunová-Lieová Lars Helge Birkeland                                      | Rakousko Lisa Theresa Hauserová Simon Eder                                 | Ukrajina Anastasija Merkušinová Artem Tyščenko                                         |
| 2. | 2. prosince 2018 | Pokljuka       | 2×6 km + 2×7,5 km smíšená štafeta        | Francie Anaïs Bescondová Justine Braisazová Martin Fourcade Simon Desthieux            | Švýcarsko Elisa Gasparinová Lena Häckiová Benjamin Weger Jeremy Finello    | Itálie Lisa Vittozziová Dorothea Wiererová Dominik Windisch Lukas Hofer                |
| 3. | 17. února 2019   | Soldier Hollow | 1×6 km + 1×7,5 km smíšený závod dvojic   | Itálie Lukas Hofer Dorothea Wiererová                                                  | Rakousko Simon Eder Lisa Theresa Hauserová                                 | Francie Antonin Guigonnat Julia Simonová                                               |
| 4. | 17. února 2019   | Soldier Hollow | 2×6 km + 2×7,5 km smíšená štafeta        | Francie Quentin Fillon Maillet Simon Desthieux Celia Aymonierová Anaïs Chevalierová    | Německo Erik Lesser Benedikt Doll Franziska Hildebrandová Vanessa Hinzová  | Norsko Vetle Sjåstad Christiansen Johannes Thingnes Bø Tiril Eckhoffová Marte Olsbuová |
| 5. | 7. března 2019   | Östersund      | 2×6 km + 2×7,5 km smíšená štafeta        | Norsko Tiril Eckhoffová Marte Olsbuová Vetle Sjåstad Christiansen Johannes Thingnes Bø | Německo Vanessa Hinzová Franziska Hildebrandová Arnd Peiffer Benedikt Doll | Itálie Lisa Vittozziová Dorothea Wiererová Lukas Hofer Dominik Windisch                |
| 6. | 14. března 2019  | Östersund      | 1×6 km + 1×7,5 km kmsmíšený závod dvojic | Norsko Marte Olsbuová Johannes Thingnes Bø                                             | Itálie Dorothea Wiererová Lukas Hofer                                      | Švédsko Hanna Öbergová Sebastian Samuelsson                                            |

## Konečné pořadí Světového poháru

### Pořadí jednotlivců (konečné pořadí po 25 závodech)
| Muži             | Muži                   | Muži |
| Pořadí           | Jméno                  | Body |
| ---------------- | ---------------------- | ---- |
| Zlatá medaile    | Johannes Thingnes Bø   | 1262 |
| Stříbrná medaile | Alexandr Loginov       | 854  |
| Bronzová medaile | Quentin Fillon Maillet | 843  |
| 4.               | Simon Desthieux        | 831  |
| 5.               | Arnd Peiffer           | 802  |
| 6.               | Tarjei Bø              | 724  |
| 7.               | Benedikt Doll          | 705  |
| 8.               | Simon Eder             | 701  |
| 9.               | Julian Eberhard        | 695  |
| 10.              | Lukas Hofer            | 694  |
| 21.              | Michal Krčmář          | 392  |
| 30.              | Ondřej Moravec         | 276  |
| 41.              | Tomáš Krupčík          | 154  |
| 71.              | Michal Šlesingr        | 28   |

| Ženy             | Ženy                | Ženy |
| Pořadí           | Jméno               | Body |
| ---------------- | ------------------- | ---- |
| Zlatá medaile    | Dorothea Wiererová  | 904  |
| Stříbrná medaile | Lisa Vittozziová    | 882  |
| Bronzová medaile | Anastasia Kuzminová | 870  |
| 4.               | Marte Olsbuová      | 855  |
| 5.               | Hanna Öbergová      | 741  |
| 6.               | Paulína Fialková    | 687  |
| 7.               | Kaisa Mäkäräinenová | 673  |
| 8.               | Denise Herrmannová  | 611  |
| 9.               | Franziska Preussová | 570  |
| 10.              | Monika Hojniszová   | 567  |
| 21.              | Markéta Davidová    | 428  |
| 30.              | Veronika Vítková    | 253  |
| 39.              | Eva Puskarčíková    | 152  |
| 81.              | Lucie Charvátová    | 31   |
| 90.              | Jessica Jislová     | 10   |

### Pořadí národů (konečné pořadí po 23 závodech)
| Muži             | Muži      | Muži |
| Pořadí           | Země      | Body |
| ---------------- | --------- | ---- |
| Zlatá medaile    | Norsko    | 8147 |
| Stříbrná medaile | Francie   | 7598 |
| Bronzová medaile | Německo   | 7447 |
| 4.               | Rusko     | 7110 |
| 5.               | Rakousko  | 6779 |
| 6.               | Itálie    | 6281 |
| 7.               | Švédsko   | 6185 |
| 8.               | Česko     | 6019 |
| 9.               | Švýcarsko | 5413 |
| 10.              | Ukrajina  | 5391 |

| Ženy             | Ženy      | Ženy |
| Pořadí           | Země      | Body |
| ---------------- | --------- | ---- |
| Zlatá medaile    | Norsko    | 7430 |
| Stříbrná medaile | Německo   | 7371 |
| Bronzová medaile | Francie   | 7219 |
| 4.               | Rusko     | 6831 |
| 5.               | Itálie    | 6800 |
| 6.               | Švédsko   | 6627 |
| 7.               | Ukrajina  | 5980 |
| 8.               | Česko     | 5864 |
| 9.               | Švýcarsko | 5453 |
| 10.              | Rakousko  | 5405 |

### Sprint (konečné pořadí po 9 závodech)
| Muži             | Muži                   | Muži |
| Pořadí           | Jméno                  | Body |
| ---------------- | ---------------------- | ---- |
| Zlatá medaile    | Johannes Thingnes Bø   | 514  |
| Stříbrná medaile | Alexandr Loginov       | 350  |
| Bronzová medaile | Simon Desthieux        | 338  |
| 4.               | Benedikt Doll          | 305  |
| 5.               | Antonin Guigonnat      | 271  |
| 6.               | Tarjei Bø              | 271  |
| 7.               | Quentin Fillon Maillet | 267  |
| 8.               | Julian Eberhard        | 259  |
| 9.               | Lukas Hofer            | 246  |
| 10.              | Arnd Peiffer           | 232  |

| Ženy             | Ženy                | Ženy |
| Pořadí           | Jméno               | Body |
| ---------------- | ------------------- | ---- |
| Zlatá medaile    | Anastasia Kuzminová | 371  |
| Stříbrná medaile | Dorothea Wiererová  | 330  |
| Bronzová medaile | Marte Olsbuová      | 326  |
| 4.               | Lisa Vittozziová    | 309  |
| 5.               | Kaisa Mäkäräinenová | 280  |
| 6.               | Monika Hojniszová   | 238  |
| 7.               | Paulína Fialková    | 228  |
| 8.               | Hanna Öbergová      | 214  |
| 9.               | Anaïs Chevalierová  | 206  |
| 10.              | Laura Dahlmeierová  | 191  |

### Stíhací závod (konečné pořadí po 8 závodech)
| Muži             | Muži                   | Muži |
| Pořadí           | Jméno                  | Body |
| ---------------- | ---------------------- | ---- |
| Zlatá medaile    | Johannes Thingnes Bø   | 386  |
| Stříbrná medaile | Quentin Fillon Maillet | 315  |
| Bronzová medaile | Alexandr Loginov       | 305  |
| 4.               | Simon Desthieux        | 271  |
| 5.               | Tarjei Bø              | 266  |
| 6.               | Arnd Peiffer           | 263  |
| 7.               | Antonin Guigonnat      | 253  |
| 8.               | Lukas Hofer            | 245  |
| 9.               | Simon Eder             | 241  |
| 10.              | Martin Fourcade        | 223  |

| Ženy             | Ženy                    | Ženy |
| Pořadí           | Jméno                   | Body |
| ---------------- | ----------------------- | ---- |
| Zlatá medaile    | Dorothea Wiererová      | 327  |
| Stříbrná medaile | Marte Olsbuová          | 312  |
| Bronzová medaile | Anastasia Kuzminová     | 309  |
| 4.               | Lisa Vittozziová        | 301  |
| 5.               | Kaisa Mäkäräinenová     | 286  |
| 6.               | Denise Herrmannová      | 254  |
| 7.               | Hanna Öbergová          | 213  |
| 8.               | Franziska Hildebrandová | 185  |
| 9.               | Franziska Preussová     | 181  |
| 10.              | Tiril Eckhoffová        | 176  |

### Vytrvalostní závod (konečné pořadí po 3 závodech)
| Muži             | Muži                       | Muži |
| Pořadí           | Jméno                      | Body |
| ---------------- | -------------------------- | ---- |
| Zlatá medaile    | Johannes Thingnes Bø       | 128  |
| Stříbrná medaile | Vetle Sjåstad Christiansen | 118  |
| Bronzová medaile | Lars Helge Birkeland       | 97   |
| 4.               | Arnd Peiffer               | 88   |
| 5.               | Alexandr Loginov           | 87   |
| 6.               | Simon Desthieux            | 87   |
| 7.               | Simon Eder                 | 86   |
| 8.               | Erik Lesser                | 82   |
| 9.               | Sebastian Samuelsson       | 75   |
| 10.              | Lukas Hofer                | 74   |

| Ženy             | Ženy                    | Ženy |
| Pořadí           | Jméno                   | Body |
| ---------------- | ----------------------- | ---- |
| Zlatá medaile    | Lisa Vittozziová        | 140  |
| Stříbrná medaile | Paulína Fialková        | 111  |
| Bronzová medaile | Markéta Davidová        | 102  |
| 4.               | Hanna Öbergová          | 94   |
| 5.               | Lisa Theresa Hauserová  | 94   |
| 6.               | Julija Džymová          | 89   |
| 7.               | Dorothea Wiererová      | 89   |
| 8.               | Ingrid Tandrevoldová    | 76   |
| 9.               | Laura Dahlmeierová      | 75   |
| 10.              | Franziska Hildebrandová | 72   |

### Závod s hromadným startem (konečné pořadí po 5 závodech)
| Muži             | Muži                       | Muži |
| Pořadí           | Jméno                      | Body |
| ---------------- | -------------------------- | ---- |
| Zlatá medaile    | Johannes Thingnes Bø       | 262  |
| Stříbrná medaile | Arnd Peiffer               | 219  |
| Bronzová medaile | Quentin Fillon Maillet     | 218  |
| 4.               | Julian Eberhard            | 196  |
| 5.               | Benedikt Doll              | 167  |
| 6.               | Simon Desthieux            | 163  |
| 7.               | Vetle Sjåstad Christiansen | 158  |
| 8.               | Simon Eder                 | 153  |
| 9.               | Jevgenij Garaničev         | 144  |
| 10.              | Alexandr Loginov           | 137  |

| Ženy             | Ženy                 | Ženy |
| Pořadí           | Jméno                | Body |
| ---------------- | -------------------- | ---- |
| Zlatá medaile    | Hanna Öbergová       | 220  |
| Stříbrná medaile | Dorothea Wiererová   | 194  |
| Bronzová medaile | Paulína Fialková     | 194  |
| 4.               | Marte Olsbuová       | 161  |
| 5.               | Jekatěrina Jurlovová | 155  |
| 6.               | Ingrid Tandrevoldová | 154  |
| 7.               | Franziska Preussová  | 152  |
| 8.               | Mona Brorssonová     | 150  |
| 9.               | Denise Herrmannová   | 148  |
| 10.              | Anastasia Kuzminová  | 145  |

### Štafeta (konečné pořadí po 5 závodech)
| Muži             | Muži      | Muži |
| Pořadí           | Jméno     | Body |
| ---------------- | --------- | ---- |
| Zlatá medaile    | Norsko    | 270  |
| Stříbrná medaile | Rusko     | 236  |
| Bronzová medaile | Německo   | 233  |
| 4.               | Francie   | 226  |
| 5.               | Rakousko  | 208  |
| 6.               | Švédsko   | 202  |
| 7.               | Česko     | 194  |
| 8.               | Itálie    | 168  |
| 9.               | Švýcarsko | 151  |
| 10.              | Ukrajina  | 145  |

| Ženy             | Ženy      | Ženy |
| Pořadí           | Jméno     | Body |
| ---------------- | --------- | ---- |
| Zlatá medaile    | Norsko    | 249  |
| Stříbrná medaile | Německo   | 241  |
| Bronzová medaile | Francie   | 230  |
| 4.               | Švédsko   | 215  |
| 5.               | Rusko     | 214  |
| 6.               | Itálie    | 190  |
| 7.               | Česko     | 174  |
| 8.               | Ukrajina  | 169  |
| 9.               | Bělorusko | 161  |
| 10.              | Švýcarsko | 159  |

### Smíšená štafeta spolu se závodem dvojic (konečné pořadí po 6 závodech)
| Pořadí           | Země      | Body |
| ---------------- | --------- | ---- |
| Zlatá medaile    | Norsko    | 306  |
| Stříbrná medaile | Francie   | 281  |
| Bronzová medaile | Itálie    | 266  |
| 4.               | Německo   | 264  |
| 5.               | Švédsko   | 238  |
| 6.               | Rusko     | 226  |
| 7.               | Rakousko  | 225  |
| 8.               | Ukrajina  | 221  |
| 9.               | Švýcarsko | 202  |
| 10.              | Česko     | 190  |

## Medailové pořadí zemí
| Pořadí | Země      | 1. místo | 2. místo | 3. místo | Celkově |
| ------ | --------- | -------- | -------- | -------- | ------- |
| 1.     | Norsko    | 28       | 15       | 5        | 48      |
| 2.     | Itálie    | 8        | 7        | 6        | 21      |
| 3.     | Francie   | 7        | 10       | 15       | 32      |
| 4.     | Německo   | 6        | 14       | 13       | 33      |
| 5.     | Slovensko | 5        | 3        | 4        | 12      |
| 6.     | Rusko     | 3        | 4        | 7        | 14      |
| 7.     | Finsko    | 3        | 3        | 1        | 7       |
| 8.     | Švédsko   | 3        | 2        | 7        | 12      |
| 9.     | Ukrajina  | 2        | 0        | 2        | 4       |
| 10.    | Česko     | 1        | 2        | 2        | 5       |
| 11.    | Rakousko  | 0        | 3        | 3        | 6       |
| 12.    | Polsko    | 0        | 1        | 0        | 1       |
| 12.    | Švýcarsko | 0        | 1        | 0        | 1       |
| 12.    | Bulharsko | 0        | 1        | 0        | 1       |
| 15.    | USA       | 0        | 0        | 1        | 1       |
|        | Celkem    | 66       | 66       | 66       | 198     |

## Významné úspěchy
Individuální vítězství v tomto ročníku světového poháru (v závorkách je uveden celkový počet vítězství)
| Muži: - Johannes Thingnes Bø (NOR), 16 (36) - Martin Fourcade (FRA), 2 (72) - Quentin Fillon Maillet (FRA), 2 (2) - Arnd Peiffer (GER), 1 (9) - Dominik Windisch (ITA), 1 (2) - Alexandr Loginov (RUS), 1 (1) - Vetle Sjåstad Christiansen (NOR), 1 (1) - Dmytro Pidručnyj (UKR), 1 (1) | Ženy: - Anastasia Kuzminová (SVK), 5 (16) - Kaisa Mäkäräinenová (FIN), 3 (26) - Dorothea Wiererová (ITA), 3 (7) - Marte Olsbuová (NOR), 3 (3) - Denise Herrmannová (GER), 2 (4) - Lisa Vittozziová (ITA), 2 (2) - Hanna Öbergová (SWE), 2 (2) - Laura Dahlmeierová (GER), 1 (20) - Tiril Eckhoffová (NOR), 1 (6) - Julija Džymová (UKR), 1 (1) - Franziska Preussová (GER), 1 (1) - Markéta Davidová (CZE), 1 (1) |

Individuální stupně vítězů. (-||-)
| Muži: - Johannes Thingnes Bø (NOR), 19 (58) - Quentin Fillon Maillet (FRA), 7 (17) - Martin Fourcade (FRA), 3 (143) - Simon Eder (AUT), 1 (20) - Johannes Kühn (GER), 1 (1) |

Pozn: U celkových vítězství jsou započítána vítězství na mistrovství světa a na olympijských hrách, kromě ZOH v Soči 2014 a ZOH v Pchjongčchangu 2018.